# Humberto Carrillo
Humberto Carrillo (* 20. Oktober 1995 in Monterrey, Mexiko) ist ein mexikanischer Wrestler. Er steht derzeit bei der WWE unter Vertrag und tritt regelmäßig in deren Show NXT auf.

## Wrestling-Karriere

### Frühe Karriere (2012–2018)
Am 16. Dezember 2012 begann Carrillo seine professionelle Wrestling-Karriere als Último Ninja, als er beim Wrestling in Monterrey auftrat und sich mit El Ninja Jr. zusammenschloss. Último Ninja rang dann die nächsten sechs Jahre bei anderen Wrestling-Promotions in Mexiko, darunter Casanova Pro, Nueva Generacion Xtrema, Lucha Libre Del Norte, Lucha Libre Azteca, The Crash Lucha Libre, Chilanga Mask, Empresa Regiomontana de Lucha Libre und RIOT Wrestling Alliance, Promociones MDA und vielen mehr. Während seiner Karriere in Mexiko gewann Último Ninja zahlreiche Meisterschaften, darunter die PCLL Tag Team Championship, die LyC Tag Team Championship, die Crash Tag Team Championship und die WWA World Middleweight Championship.

### World Wrestling Entertainment (seit 2018)
Am 23. August 2018 begann Humberto Carrillo bei WWE und unterzeichnete am 18. Oktober 2018 seinen Vertrag. Zuvor war Carrillo in der NXT-Ausgabe vom 19. September gegen Jaxson Ryker zu sehen.
Am 5. Dezember 2018 trat er wieder in einer NXT Ausgabe an, dieses Match verlor er jedoch auch. In der Ausgabe von 205 Live vom 15. Januar 2019 gab Carrillo sein Debüt im Main Roster, als er die offene Herausforderung von Buddy Murphy annahm. In der folgenden Woche erzielte Carrillo seinen ersten Sieg gegen Gran Metalik. Am 27. August 2019 besiegte Carrillo Oney Lorcan und holte sich eine Titelchance gegen Drew Gulak für die NXT Cruiserweight Championship, den Titel konnte er jedoch nicht gewinnen.
Im Oktober 2019 wurde bekannt gegeben, dass Carrillo im Rahmen des Drafts für 2019 nach Raw gedraftet wurde. Carrillo gab sein Debüt in der Folge vom 21. Oktober, wo er gegen den damaligen WWE Universal Champion Seth Rollins verlor. In der Folge von Raw vom 16. Dezember nahm Carrillo an einem # 1 Contender's Gauntlet-Match für die WWE United States Championship teil, wurde jedoch von Andrade besiegt. Auch eine weitere Titelchance konnte er nicht für sich entscheiden. In der Folge von Raw vom 2. März 2020 besiegte Humberto zusammen mit Rey Mysterio Andrade und Angel Garza. Dies sicherte ihm ein weiteres Titelmatch, welches er jedoch auch verlor.
Am 4. Oktober 2021 wurde er beim WWE Draft zu SmackDown gedraftet. Am 7. November 2021 wurde bekannt gegeben, dass sein Ringname in Humberto geändert worden ist.

## Titel und Auszeichnungen
- Casanova Pro/Producciones Casanova
  - PCLL Tag Team Championship (1×) mit Epidemius

- Llaves y Candados
  - LyC Tag Team Championship (1×) mit Angel Garza
  - WWA World Middleweight Championship (1×)

- The Crash Lucha Libre
  - The Crash Tag Team Championship (1×) mit Angel Garza

- Pro Wrestling Illustrated
  - Nummer 91 der Top 500 Wrestler in der PWI 500 in 2020